# Drahlov (Charváty)
Drahlov je vesnice, část obce Charváty v okrese Olomouc. Nachází se asi 1 km na jih od Charvátů. V roce 2009 zde bylo evidováno 93 adres. V roce 2001 zde trvale žilo 254 obyvatel.
Drahlov leží v katastrálním území Charváty o výměře 8,88 km2.
V obci se narodil hudební skladatel Josef Drahlovský (1847–1926).

## Název
Název vesnice bylo odvozeno od osobního jména Drahl (což byla domácká podobě některého názvu začínajícího na Drah-, např. Drahobud, Drahomír, Drahoslav) a znamenalo "Drahlův majetek".

## Historie
První zmínka o vesnici je z roku 1357, vesnice je ale podstatně starší.

## Památky
- boží muka z roku 1694